# Wiped Out!
Wiped Out! è il secondo album in studio del gruppo rock statunitense The Neighbourhood, pubblicato nel 2015.

## Tracce
1. A Moment of Silence – 0:30
2. Prey – 4:47
3. Cry Baby – 3:56
4. Wiped Out! – 6:15
5. The Beach – 4:17
6. Daddy Issues – 4:20
7. Baby Came Home 2 / Valentines – 6:35
8. Greetings from Califournia – 3:50
9. Ferrari – 3:03
10. Single – 4:20
11. R.I.P. 2 My Youth – 3:27